# Pimelodella buckleyi
Pimelodella buckleyi es una especie de pez de la familia Heptapteridae en el orden de los Siluriformes.

## Morfología
• Los machos pueden llegar alcanzar los 16 cm de longitud total.

## Hábitat
Es un pez de agua dulce .

## Distribución geográfica
Se encuentra en las cuencas de los ríos Beni, Pucuno, Suno, Ucayali Comainas en la cuenca del Amazonas, en Perú, Ecuador y Brasil.